# Durowka (rejon korieniewski)
Durowka (ros. Дуровка) – wieś (ros. деревня, trb. dieriewnia) w zachodniej Rosji, w sielsowiecie olgowskim rejonu korieniewskiego w obwodzie kurskim.

## Geografia
Miejscowość położona jest nad rzeką Kriepna, 2 km od centrum administracyjnego sielsowietu olgowskiego (Olgowka), 11 km od centrum administracyjnego rejonu (Korieniewo), 87,5 km od Kurska.

## Demografia
W 2010 r. miejscowość zamieszkiwały 44 osoby.